# Džin-tonik
Džin-tonik (Gin tonic) je naziv za koktel napravljen od džin i tonika, najčešće ukrašen kriškom limete ili limuna, servirano s ledom. Odnos džina i tonika varira od čaše džina s malo tonika do odnosa 1:5 u korist tonika.

## Povijest
Ovaj koktel su prvi put napravili vojnici Britanske Istočnoindijske kompanije u Indiji.
U Indiji i drugim tropskim krajevima, malarija je bila stalno prisutan problem. 1700-ih otkriveno je da se kinin može koristiti u liječenju malarije iako je njegov gorak okus bio neugodan. Britanski časnici u Indiji u ranom 19. st. dodali su kininu smjesu vode, šećera, limete i džina da bi napitak bio ukusniji. Budući da se više ne koristi protiv malarije, tonik voda danas sadrži mnogo manje kinina, obično je zaslađena, te je time znatno manje gorka.
Zbog svoje povijesne veze s toplim klimama, džin i tonik je popularan koktel tijekom toplijih mjeseci.